# Иванов, Евгений Васильевич (генерал-майор)
Евге́ний Васи́льевич Иванов (1891—1972) — ротмистр 9-го гусарского Киевского полка, герой Первой мировой войны. Участник Белого движения, генерал-майор.

## Биография
Из дворян Киевской губернии. Окончил Киевский кадетский корпус (1909) и Елисаветградское кавалерийское училище (1911), откуда выпущен был корнетом в 9-й гусарский Киевский полк.
В Первую мировую войну вступил в рядах киевских гусар. Произведен в поручики 10 сентября 1914 года «за выслугу лет». Пожалован Георгиевским оружием
За то, что в бою 30 апреля 1915 года под гор. Снятынь, будучи послан с охотниками полка от головного отряда дивизии для рекогносцировки укрепленной позиции противника от выс. 303 до выс. 281, разведав позицию с фронта, искусным и смелым движением проникнул в тыл её, определил точное распределение войск, расположение и устройство окопов и проволочных заграждений, взяв при этом 3-х человек в плен; прорвался обратно к начальнику головного отряда и своевременно доложил все добытые им сведения о позиции, чем оказал незаменимое содействие занятию головными частями дивизии означенной позиции, что открыло дальнейшую дорогу для движения дивизии к г. Снятынь. Продолжая дальнейшую разведку с 8-ю гусарами, заметил противника, заходящего в тыл нашей части, прикрывающей под начальством поручика Еремеева захваченный ранее у противника мост, и послал об этом донесение с просьбой о подкреплении; так как последнее не подходило, а положение нашей части у моста стало чрезвычайно опасным, поручик Иванов с оставшимися в его распоряжении 6-ю гусарами бросился на ближайшую к мосту полуроту противника, довел их до удара холодным оружием, опрокинул противника, часть переколол и изрубил, остальных рассеял и захватил в плен одного офицера и 20 нижних чинов и тем отразил грозившую опасность удара в тыл.
Произведен в штабс-ротмистры 30 января 1916 года, в ротмистры — 15 августа того же года «за отличия в делах против неприятеля».
В Гражданскую войну участвовал в Белом движении на Юге России. С осени 1918 года служил в Ингерманландском гусарском дивизионе Добровольческой армии, с 4 января 1919 года переименован в полковники. Осенью 1919 года — командир 9-го гусарского полка в возрожденной 9-й кавалерийской дивизии. В Русской армии командовал 2-м, а затем 6-м кавалерийским полком до эвакуации Крыма. В 1920 году был произведен в генерал-майоры. Награждён орденом Св. Николая Чудотворца
За то, что, будучи командиром 6-го кавалерийского полка, в бою у села Перво-Константиновка 26 мая 1920 года, получив задачу атаковать красных, потеснивших наши пехотные части и занявших указанное село крупными силами, под губительным ружейным, пулемётным и орудийным огнём противника, лично повёл в атаку вверенный ему 6-й кавалерийский полк. Стремительным ударом выбил противника из села и прижал его к Сивашу. Этим дал возможность войскам 1-го корпуса развить дальнейшее наступление и захватил в плен до 2000 красных и 50 пулемётов.
Галлиполиец. Был командиром 2-го сводного кавалерийского полка, а затем бригады Кавалерийской дивизии в Югославии. В эмиграции там же, в 1929—1931 годах состоял председателем Общества Елисаветградского кавалерийского училища в Белграде. В годы Второй мировой войны служил в Русском корпусе. На 31 октября 1941 года — командир 6-й роты 2-го полка, затем командир 2-го эскадрона. На 7 марта 1942 года — командир 1-го батальона, затем командир 3-го батальона того же полка в чине майора. Был ранен у станции Рипань 17 октября 1944 года. На 1 мая 1945 года — командующий 2-м полком, 3 мая назначен командиром 3-го батальона 5-го полка.
После окончания Второй мировой войны переехал в Венесуэлу, с 1950 года состоял заместителем председателя Союза чинов Русского корпуса. Скончался в 1972 году в Каракасе. Его жена Анна Абрамовна умерла там же 16 марта 1972 года.

## Награды
- Орден Святого Станислава 3-й ст. с мечами и бантом (ВП 23.01.1915)
- Орден Святой Анны 3-й ст. с мечами и бантом (ВП 2.04.1915)
- Орден Святого Станислава 2-й ст. с мечами (ВП 17.05.1915)
- Орден Святого Владимира 4-й ст. с мечами и бантом (ВП 8.10.1915)
- Орден Святой Анны 4-й ст. с надписью «за храбрость» (ВП 21.11.1915)
- Георгиевское оружие (ВП 7.02.1916)
- Орден Святой Анны 2-й ст. с мечами (ВП 12.09.1916)
- Орден Святителя Николая Чудотворца (Приказ Главнокомандующего № 77, 3 марта 1921)